# Élections municipales malawites de 2019
Les élections municipales malawites de 2019 ont lieu le 21 mai 2019 en même temps que des législatives ainsi que d'une  élection présidentielle.